# Richard Barrett Lowe

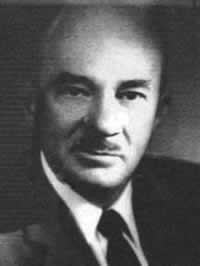
Richard Barrett Lowe

Richard Barrett Lowe (* 8. Juli 1902 in Madison, South Dakota; † 16. April 1972 in Alexandria, Virginia) war ein US-amerikanischer Politiker. Zwischen 1953 und 1956 war er Gouverneur von Amerikanisch-Samoa; von 1956 bis 1959 übte er das gleiche Amt in Guam aus.

## Werdegang
Richard Lowe besuchte zunächst die Madison High School und studierte danach ein Jahr lang an der University of Wisconsin. Im Jahr 1929 absolvierte er das Eastern State Teachers College, aus dem später die South Dakota State University hervorging. Danach arbeitete er in South Dakota im Schuldienst als Lehrer und Schulrat. Er wurde Präsident der South Dakota Education Association. Im Februar 1946 wurde er Dekan des Nebraska State Teachers College, des heutigen Peru State College. Während des Zweiten Weltkrieges diente er in der US Navy. Dabei leitete er das sogenannte V-12-Ausbildungsprogramm für Offiziere an der University of Nebraska und der Creighton University. Später war er auch auf Guam und Okinawa eingesetzt. Politisch war er Mitglied der Republikanischen Partei.
Im Jahr 1953 wurde er von Präsident Dwight D. Eisenhower zum neuen Gouverneur für Amerikanisch-Samoa ernannt. Dieses Amt bekleidete er als Nachfolger von Lawrence M. Judd zwischen dem 1. Oktober 1953 und dem 15. Oktober 1956. Anschließend wurde er zum Gouverneur von Guam berufen, wo er am 2. Oktober 1956 William Corbett ablöste. Zwischen dem 2. und dem 15. Oktober 1956 übte er beide Gouverneursämter gleichzeitig aus. In Amerikanisch-Samoa förderte er den Aufbau der Konservenindustrie für Thunfisch. Während seiner Zeit als Gouverneur von Guam, die am 14. November 1959 endete, setzte er mehr einheimische Bürger in Verwaltungsämter ein. Damals wurde der starke Einfluss der US-Marine auf die Verwaltung zu Gunsten der Zivilisten zurückgedrängt.
Nach dem Ende seiner Zeit als Gouverneur zog Richard Lowe nach Alexandria in Virginia, wo er historische Gebäude restaurierte bzw. rekonstruierte. Dazu gehörte auch ein im Jahr 1769 erbautes Landhaus von Präsident George Washington, das im Jahr 1855 abgerissen worden war. Lowe rekonstruierte das Bauwerk auf den ursprünglichen Fundamenten unter Verwendung von Originalmaterial. Er starb am 16. April 1972 in Alexandria und wurde in seinem Geburtsort Madison beigesetzt.